# Papercut
A Papercut a Linkin Park harmadik kislemeze. Ez az első szám a Hybrid Theory albumról. A kislemez soha nem jelent meg hivatalosan az Egyesült Államokban. A szám a 14. lett a brit kislemezlistán 2001-ben és még hat hétig rajta volt, és 32. lett a Modern Rock Tracks listán 2002-ben.

## A dal
A „Papercut” egy paranoiás emberről szól.
A számban nincs akusztikus hangszer, pedig a Brad Delson és Phoenix is akusztikus gitáron játszik a klipben. A zenében van dob, de Rob Bourdon a klipben nem dobol. Chester Bennington azt mondta, hogy a Papercut a kedvenc száma a Hybrid Theory albumról. A koncerteken a „something in here's not right today” sor megváltozott „something inside's not right today”-re.
A Linkin Park remixalbumán, a Reanimationön hallható a dal egy remixváltozata, aminek Ppr:Kut a címe. Ezt a remixet Cheapshot készítette.

## A klip
A klipben az együttes egy látszólag elhagyatott házban tartózkodik. Egy szobában játsszák a számot, ahol Xero albumuk borítója van megfestve egy képen. Ezt a képet Mike Shinoda festette a forgatás előtti éjszakán. Bal oldalon van egy sötét konyha, ahol a szenvedő, paranoiás ember tartózkodik, jobb oldalon van egy laboratórium, benne egy érdekes teremtménnyel. A szám előrehaladtával, a teremtmény szitakötőket enged szabadjára, miközben a kép mozog a falon. Rob Bourdon szemei is szétfolynak, hála a speciális effekteknek. Ezenkívül van még egy madárszobor is a szobában, ami a fejét forgatja, egy pillanatra Mike ujjai megnyúlnak. A videóban, csak Rob Bourdon veszi észre, hogy furcsa dolgok történnek körülöttük. A dalszöveg fel van írva a két sötét szoba falára. A klip közepe felé nagyon gyorsan átfut a zenekar között egy furcsa alak (a paranoiás).
A klipet Nathan „Karma” Cox és Joseph Hahn rendezte. Nem jelent meg az Egyesült Államokban.

## Számlista
Az összes dal szerzője a Linkin Park. 
|    | Cím                        | Hossz |
| -- | -------------------------- | ----- |
| 1. | Papercut                   | 3:05  |
| 2. | Points of Authority (Live) | 3:25  |
| 3. | Papercut (Live)            | 3:12  |
| 4. | Papercut (Video)           | 3:13  |

## Külső hivatkozások
- A „Papercut” dalszövege a LinkinPark.com-on